# Alcázar de Colón

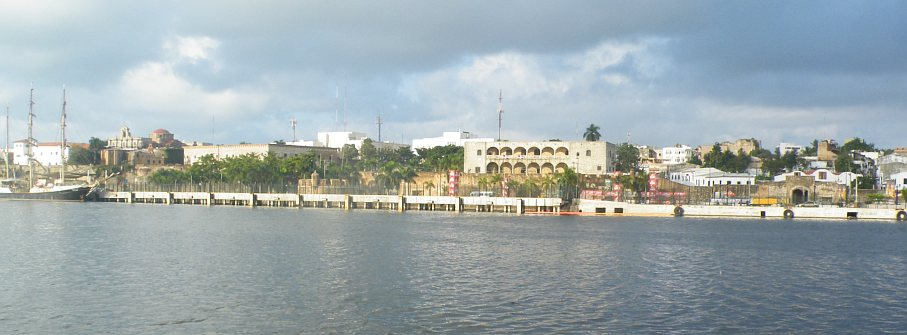
Ansicht des Gebäudes vom Fluss (Rio Ozama) aus

Das Alcázar de Colón ist ein unter Diego Kolumbus von 1510 bis 1514 in Santo Domingo erbauter Palast des damaligen Vizekönigs. Hier befand sich der Sitz der spanischen Kolonialregierung in der Neuen Welt für sechs Jahrzehnte. Heute beherbergt es das Vizekönigliche Museum.

## Einordnung

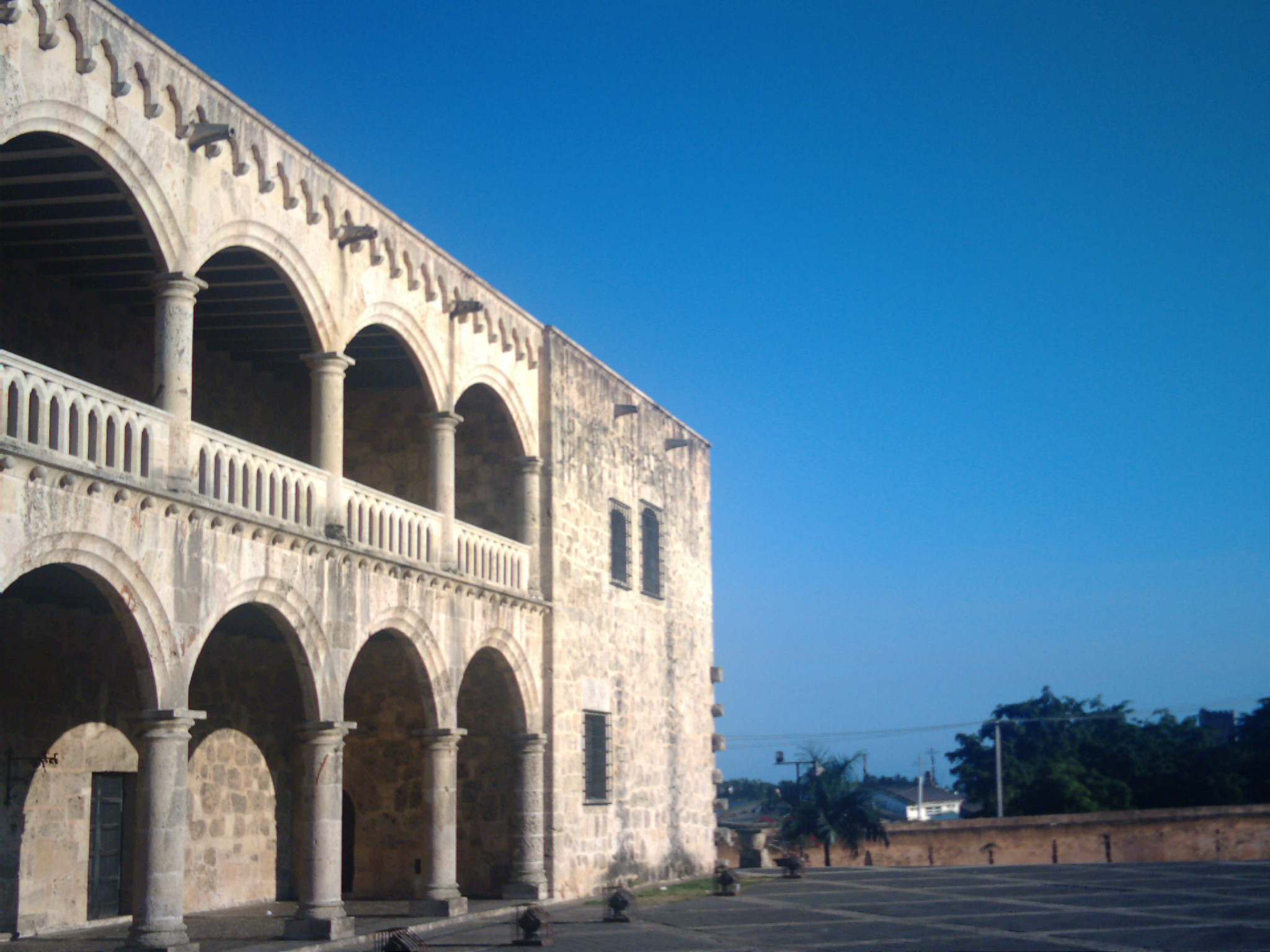
Alcázar de Colón, 2007

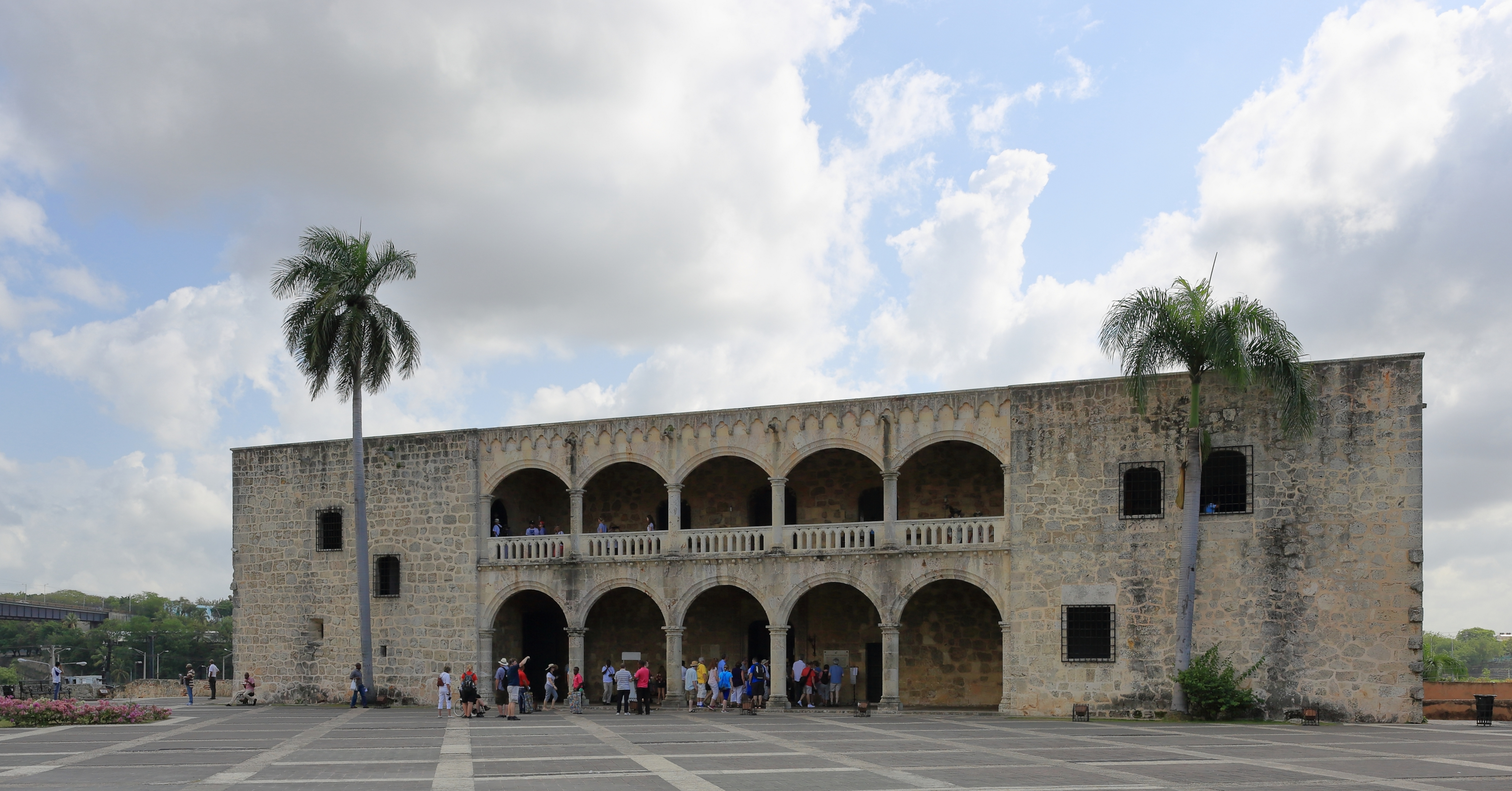
Alcázar de Colón, 2016

Es handelt sich um ein historisches Gebäude der Altstadt von Santo Domingo, der Hauptstadt der Dominikanischen Republik und ältesten Kolonialstadt in Amerika. Es war der dritte Versuch von Christoph Kolumbus, eine Siedlung zu gründen. Das Gebäude selbst ist jedoch jünger. Es wurde von seinem Sohn, Diego Kolumbus zwischen 1510 und 1514 erbaut. Er war zu dieser Zeit als spanischer Vizekönig der ranghöchste spanische Beamte in der neuen Welt. Das ursprüngliche Gebäude ist zeitweise verfallen. Im 19. Jahrhundert wurde es im Zuge des Nationalismus zum Nationaldenkmal stilisiert und unter Denkmalschutz gestellt. In den 1950er-Jahren wurde es renoviert und in den heutigen Zustand versetzt. Seit 1990 ist es als Teil der Altstadt Santo Domingos ein UNESCO-Weltkulturerbe.

## Stil

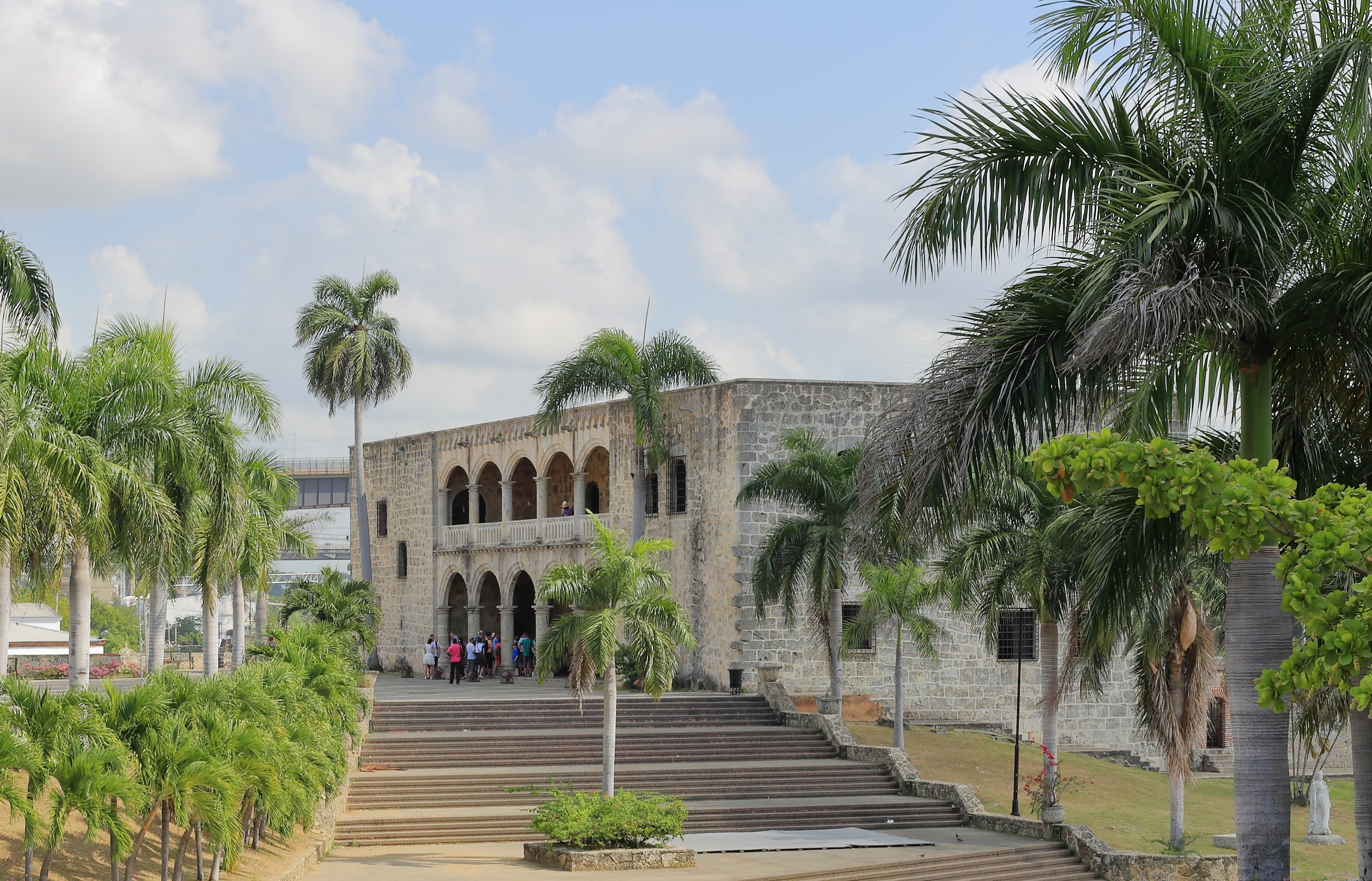
Fassade des Alcazar de Colon von Süden aus gesehen

Das Gebäude wurde während der Renaissance errichtet. Auf Grund seiner speziellen Lage und Geschichte wird es dem spanischen Kolonialstil zugeordnet. Das Haus besitzt ein Flachdach. Damit fehlt das Dach als gestaltendes Element der Fassade ebenso wie Turmbauten jeglicher Art. Vielleicht deshalb, vielleicht auch auf Grund der im Verhältnis zum Vorplatz geringen Größe, wirkt es bescheiden und unscheinbar.
Die Fassade besteht aus einem Mittelteil, der durch zwei übereinander liegende Arkaden gebildet wird. Jeweils fünf Säulen tragen das Dach bzw. das darüber liegende Stockwerk. Auf beiden Seiten dieser Arkaden befindet sich eine fast schmuck- und fensterlose Wand. Die schmucklosen Fassadenteile sind zusammengenommen fast genauso groß wie die Arkaden. Typische Elemente des Barock oder der Gotik bestimmen nicht den Gesamteindruck.

## Ausstellung
Das Gebäude enthält eine Ausstellung. Sie richtet sich an den interessierten Laien und versucht einen Eindruck davon zu vermitteln, wie es dort zwischen 1510 und 1549 ausgesehen haben mag. Zu diesem Zweck wird der Besucher in einem Rundgang durch 22 verschiedene Räume geführt. Im Gegensatz zu vielen anderen Museen werden hier keine Objekte präsentiert, die nachweislich mit dem Ausstellungsgegenstand in direkter Verbindung stehen. Die Ausstellungsstücke  haben vermutlich nie dort gestanden. Sie haben stattdessen die Funktion, einen stilvollen Eindruck zu erwecken. Dies kann man durchaus als gelungen betrachten. Streng genommen gibt es die Geschichtsauffassung und die ästhetischen Vorstellungen der frühen 1960er-Jahre wieder. Es wird von der Dominikanischen Republik als Nationaler Schatz betrachtet.

## Historische Einordnung
Die ersten beiden Siedlungsversuche der Spanier in der Neuen Welt sind misslungen. Der dritte Versuch am 4. August 1496 gelang. Die Siedlung wurde Nueva Isabella genannt. Es handelt sich dabei um das heutige Santo Domingo. Ihr Gründer, Christoph Kolumbus, hat dort nicht gewohnt. Seine Familie wohnte noch in Europa. Im Jahre 1509 ist sein Sohn Diego Kolumbus nach Santo Domingo gesegelt und hat dieses Haus errichten lassen. Er hat hier mit seiner Frau und seinen Kindern gewohnt. 1524 wurde er nach Spanien zurückgerufen. Nach seinem Tod ist seine Frau zurückgekommen und hat das Haus noch lange Zeit bewohnt. Dieser Zeit ist die Ausstellung gewidmet.
Die Bedeutung dieser Zeit für dieses Haus im Speziellen und für Santo Domingo sowie die Dominikanische Republik im Allgemeinen liegt unter anderem daran, dass die Insel nach einer sehr kurzen Blütezeit ihre wirtschaftliche und politische Bedeutung für Spanien verloren hat.